# 卡特麗安娜·格雷
卡特麗安娜·格雷（英語：Catriona Gray，1994年1月6日—），菲律賓模特儿、歌手、演员兼選美冠軍。出生于澳大利亚，格雷的父亲是苏格兰裔澳洲人，母亲則是来自菲律賓阿尔拜省。她拥有澳大利亚和菲律賓雙重國籍。
2018年12月16日，她在泰国曼谷举办的第67届环球小姐总决赛中代表菲律賓摘得桂冠。她也是第四位夺得环球小姐总冠军的菲律賓选手。